# Благодатное паломничество
«Паломничество благодати» — восстание английских католиков под руководством Роберта Аска, начавшееся в Йоркшире в октябре 1536 г., а затем распространившееся в других частях Северной Англии, включая Камберленд, Нортамберленд Дарем и северный Ланкашир. «Наиболее серьёзное из всех восстаний эпохи Тюдоров» (англ. most serious of all Tudor period rebellions), оно выражало протест против разрыва Генриха VIII с католической церковью, роспуска малых монастырей и политики главного министра короля Томаса Кромвеля, а также выдвигало другие конкретные политические, социальные и экономические претензии.
После подавления краткого Линкольнширского восстания 1536 г. традиционная историческая точка зрения изображала «паломничество» как «спонтанный массовый протест консервативных элементов на севере Англии, возмущённых религиозными потрясениями, спровоцированными королем Генрихом VIII» (a spontaneous mass protest of the conservative elements in the North of England angry with the religious upheavals instigated by King Henry VIII). Историки отмечают, что этому способствовали экономические факторы.

## Прелюдия к восстанию

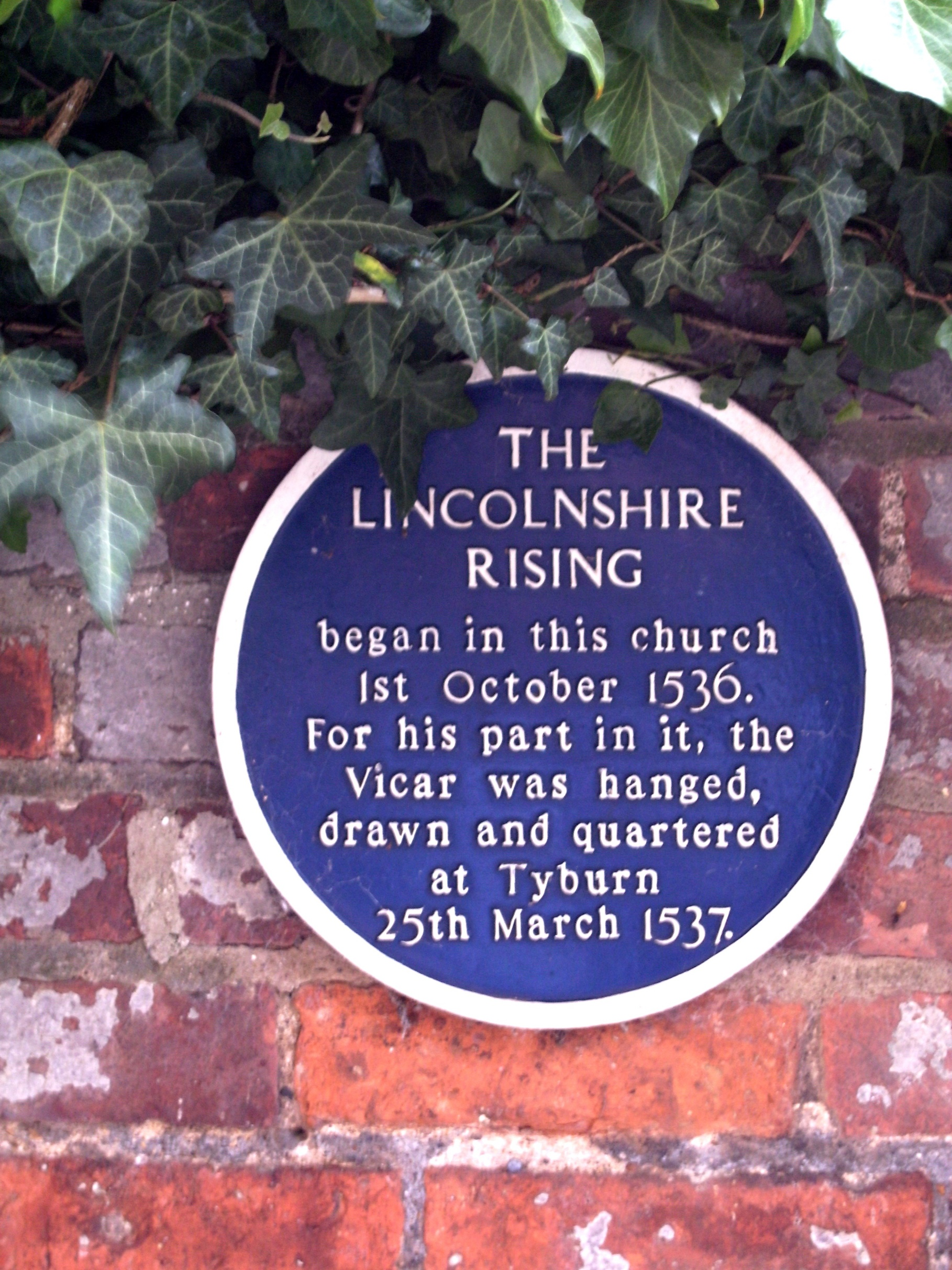
Мемориальная доска, посвященная восстанию в Линкольншире, напротив южного входа в церковь Святого Джеймса, Лаут

### XVI в.
В эпоху Тюдоров в Англии наблюдался повсеместный рост населения, однако оно было в гораздо большей степени сконцентрировано в районах вокруг Йоркшира, и за этим последовал ряд огораживаний некогда общих земель. В связи с усилением конкуренции за ресурсы, отсутствием доступа к некогда общим участкам и гораздо большим объёмом доступной рабочей силы это привело к росту цен на товары, а также отсутствию рабочих мест и к усилению волнений среди населения.
В 1535 г., за год до восстания, неурожаи привели к ряду хлебных бунтов в Крейвене в июне 1535 г. и в Сомерсете в апреле 1536 г., когда цены на зерно были на 82 % выше, чем в 1534 г.

### Линкольнширское восстание и первые беспорядки
Линкольнширское восстание было кратким восстанием против отделения англиканской церкви от папской власти Генрихом VIII и роспуска монастырей, инициированное Томасом Кромвелем. Оба они планировали утвердить религиозную автономию нации и верховенство короля в религиозных вопросах. В результате роспуска монастырей большая часть имущества перешла к королевской власти.
Королевские уполномоченные захватили не только землю, но и церковную утварь, драгоценности, золотые кресты и колокола. Серебряные чаши были заменены на оловянные. В ряде случаев эти предметы дарились местными семьями в благодарность за предполагаемое благословение или же в память о члене семьи. Но оказывалось и сопротивление недавно принятому Статуту об использовании (Statute of Uses), которое должно было взыскивать королевские сборы на основе землевладения. 30 сентября 1536 г. доктор Джон Рейнс (John Raynes), канцлер Линкольнской епархии и один из уполномоченных Кромвеля, обратился к собравшемуся духовенству в Болингброке, сообщая им о новых правилах и касающихся их налогах. Один из его клириков ещё больше разжёг ситуацию относительно новых требований к академическим стандартам духовенства, сказав: «Занимайтесь своими книгами, иначе будут последствия» (Look to your books, or there will be consequences), что могло обеспокоить ряд менее образованных участников. Весть об этой речи и слухи о конфискации быстро распространились по Линдси и вскоре достигли Лаута и Хорнкасла.
Восстание началось 1 октября 1536 г.  в церкви Святого Иакова в Лауте после вечерни, сразу после закрытия аббатства Лаут-Парк. Объявленной целью восстания был протест против подавления монастырей, а не против правления самого Генриха VIII.
К восстанию во главе с монахом и сапожником Николасом Мелтоном присоединилось около 22 000 человек. Восстание быстро получило поддержку в Хорнкасле, Маркет-Расене, Кайсторе и других близлежащих городах. Доктора Джона Рейнса, канцлера Линкольнской епархии, который был болен в Болингброке, вытащили из больничной койки в священническую резиденцию, а позднее забили до смерти толпой, а реестры комиссаров были конфискованы и сожжены.
Возмущённые действиями комиссаров, протестующие требовали прекращения сбора субсидий, отмены Десяти статей (Ten Articles), прекращения роспуска религиозных домов, прекращения сбора налогов в мирное время, чистки еретиков в правительстве и отмены Устава об использовании (Statute of Uses). При поддержке местного дворянства группа демонстрантов численностью до 40 000 человек двинулась на Линкольн и заняла Линкольнский собор. Они требовали свободы католического вероисповедания и защиты сокровищ церквей Линкольншира.
Протест фактически окончился 4 октября 1536 г., после того как король приказал недовольным рассеяться или противостоять силам Чарльза Брэндона, 1-го герцога Саффолка, которые уже были мобилизованы. К 14 октября в Линкольне осталось мало людей. После восстания викарий Лаута и капитан Кобблер, два главных лидера, были схвачены и повешены в Тайберне.
Большинство других местных главарей были казнены в течение следующих 12 дней, в том числе Уильям Морленд или Борроуби, один из бывших монахов аббатства Лаут-Парк. Томас Мойн, адвокат из Уиллингема, был повешен, потрошён и четвертован за свою причастность к беспорядкам. Линкольнширское восстание вдохновило более широко распространённое «Благодатное паломничество».

## «Благодатное паломничество» и ранний кризис Тюдоров
«Благодатное паломничество было массовым восстанием против политики короны и тех, кто тесно связан с Томасом Кромвелем» (англ. The Pilgrimage of Grace was a massive rebellion against the policies of the Crown and those closely identified with Thomas Cromwell). Движение вспыхнуло 13 октября 1536 г., сразу после провала Линкольнширского восстания. Только тогда начал использоваться термин «Благодатное паломничество». Историки определили несколько ключевых тем восстания:

### Экономическая
У северного дворянства имелись опасения по поводу нового Статута об использовании (Statute of Uses). Неурожай 1535 г. также привёл к высоким ценам на продукты питания, что, вероятно, способствовало общему недовольству. Распад монастырей также затронул местную бедноту, многие из которых полагались на них в поисках пищи и крова. Генрих VIII также имел привычку собирать больше средств для короны за счёт налогообложения, конфискации земель и снижения стоимости товаров. Большая часть налогов взималась с имущества и доходов, особенно в районах вокруг Камберленда и Уэстморленда, где счета грабительской арендной платы и грессумов — платежей короне при получении аренды путём наследования, продажи или въездных штрафов — становились всё более и более распространёнными.

### Политическая
Многим в Англии не понравилось то, как Генрих VIII бросил жену Екатерину Арагонскую. Хотя её преемница Анна Болейн, была непопулярна из-за мнимого протестантизма, её казнь в 1536 г. по сфабрикованным обвинениям в супружеской и государственной измене во многом подорвала престиж монархии и личную репутацию короля. Аристократы возражали против возвышения Томаса Кромвеля, который был «низкорожденным» (base born).

### Религиозная
Местная церковь являлась центром общественной жизни для многих северян. Простые крестьяне обеспокоились тем, что у них конфискуют церковную утварь. В то время ходили популярные слухи, намекающие на то, что крещение тоже может облагаться налогом. Недавно выпущенные Десять статей и новый порядок молитв, изданный правительством в 1535 г., также сделали официальную доктрину более протестантской, что шло вразрез с католическими верованиями большинства северян.

## События

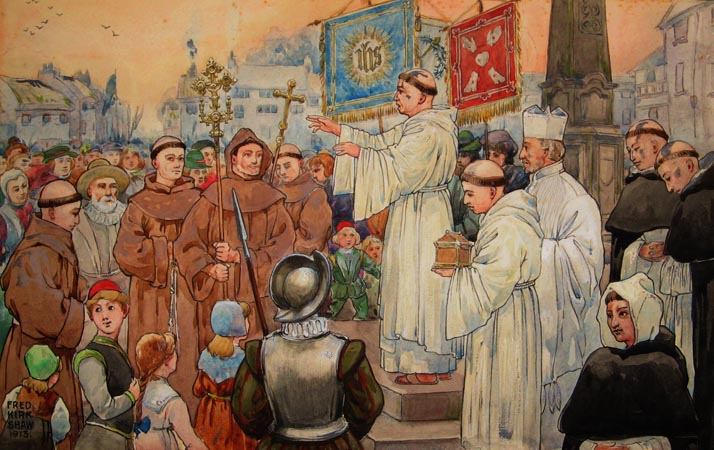
Художественная интерпретация «Благодатного паломничества» в 1536 г.

Роберт Аск был выбран руководителем повстанцев; он был лондонским адвокатом, резидентом Судебных Иннов и младшим сыном сэра Роберта Аска из Отона, неподалёку от Селби. Его семья была из Аске Холла в Ричмондшире и долгое время жила в Йоркшире. В 1536 г. Аск возглавил группу из 9000 последователей, каждый из которых принёс Клятву благородных людей, вошедших и занявших Йорк. Он организовал возвращение изгнанных монахов и монахинь в их дома; недавно назначенные королём арендаторы были изгнаны, а католические обряды были восстановлены.
Восстание было настолько успешно, что лидеры роялистов Томас Говард, 3-й герцог Норфолк, и Джордж Толбот, 4-й граф Шрусбери, начали переговоры с повстанцами в Скаусби-Лейс (Scawsby Leys), недалеко от Донкастера, где Аск собрал от 30 000 до 40 000 человек.

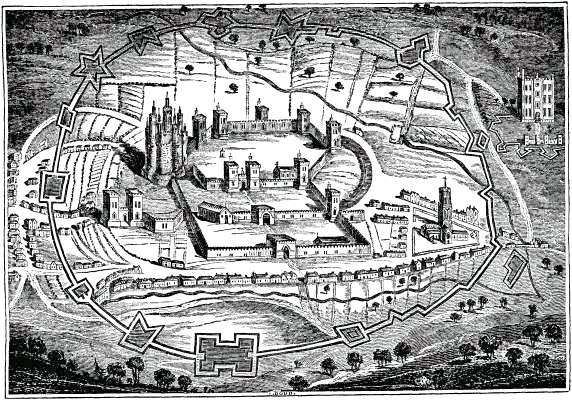
Замок Понтефракт (1648 г.)

В начале декабря 1536 г. «Благодатное паломничество» состоялось в замке Понтефракт для составления петиции, которая должна была быть представлена королю Генриху VIII со списком требований. 24 статьи к королю, также называемые «Петицией общин» (The Commons' Petition), были переданы герцогу Норфолкскому для представления королю. Герцог пообещал сделать это, а также пообещал общее помилование и проведение парламента в Йорке в течение года, а также отсрочку для аббатств до заседания парламента. Приняв обещания, Аск распустил своих последователей, и «паломничество» прекратилось.
Джесси Чайлдс (биограф графа Сёррея, сына Норфолка) особенно отмечает, что Генрих VIII не уполномочивал Томаса Ховарда, 3-го герцога Норфолка, предоставлять средства правовой защиты от недовольств. Враги Норфолка нашептали королю, что Говарды могли подавить восстание крестьян, если бы захотели, предполагая, что Норфолк симпатизировал этому «Паломничеству». Норфолк и граф Шрусбери были в меньшинстве: у них было по 5000 и 7000 человек соответственно, однако паломников было 40 000 человек. Увидев это огромное количество, Норфолк начал переговоры и дал обещания, чтобы избежать резни.

## Подавление
В феврале 1537 г. произошло новое восстание (не санкционированное Аском) в Камберленде и в Вестморленде, названное восстанием Бигода, под предводительством сэра Фрэнсиса Бигода из Сеттрингтона в Норт-Райдинг в Йоркшире. Поскольку он знал, что обещания, данные им от имени короля, не будут выполнены, Норфолк быстро отреагировал на новое восстание после того, как «паломники» не разошлись, как обещали.
Восстание потерпело неудачу, и король Генрих VIII арестовал Бигода, Аска и ряд других повстанцев, как, например, Дарси, Джон Хасси, 1-й барон Хасси из Слифорда, главного дворецкого Англии (Chief Butler of England); Сэра Томаса Перси и сэра Роберта Констебла. Все они были осуждены за измену и казнены. В 1537 г. Бигод был повешен в Тайберне; Лорды Дарси и Хасси были обезглавлены; Томас Мойн, член парламента от Линкольна, был повешен, выпотрошен и четвертован; Сэр Роберт Констебл был повешен на цепях в Халле; а Роберт Аск повешен на цепях в Йорке. Всего было казнено 216 человек: несколько лордов и рыцарей (включая сэра Томаса Перси, сэра Стивена Хамертона, сэра Уильяма Ламли, сэра Джона Констебла и сэра Уильяма Констебла), 7 аббатов (Адам Седбар, аббат Жерво, Уильям Траффорд, аббат Соули), Джон Паслью, аббат Уолли, Мэтью Маккарел, аббат Барлингса и епископ Халкидона, Уильям Тирск, аббат Фаунтенс и настоятель Бридлингтона), 38 монахов и 16 приходских священников. Сэр Николас Темпест, егерь Боулендского леса, был повешен в Тайберне, сэр Джон Балмер повешен, выпотрошен и четвертован, а его жена Маргарет Стаффорд сожжена на костре.
В конце 1538 г. сэр Эдвард Невилл, надсмотрщик сточных каналов (Keeper of the Sewer) (официальная служба по надзору), был обезглавлен. Утрата лидеров позволила герцогу Норфолку подавить восстание, и в конкретных регионах было введено военное положение. Норфолк казнил около 216 активистов (например, лорда Дарси, пытавшегося обвинить Норфолка в сочувствии): церковников, монахов, простолюдинов.

Подробности судебного процесса и казни крупных лидеров были записаны автором «Хроник Райотсли»:
Также 16 мая [1537 г.] в Вестминстере предстали перед королевскими уполномоченными — а председательствовал в тот день лорд-канцлер — следующие лица: сэр Роберт Констебл, рыцарь; сэр Томас Перси, рыцарь и брат графа Нортамберленда; сэр Джон Балмер, рыцарь, и Ральф Балмер, его сын и наследник; Сэр Фрэнсис Бигод, рыцарь; Маргарет Чейни, в честь леди Балмер по ложному браку; Джордж Ламли, сквайр; Роберт Аск, джентльмен, который был капитаном восстания северян; и некто Хамертон, оруженосец, все эти лица были обвинены в государственной измене королю и в тот же день осуждены жюри, состоящим из рыцарей и оруженосцев за то же самое, после чего им был вынесен приговор, повешен и четвертован, но Ральф Балмер, сын Джона Балмера, получил отсрочку и не получил приговора.

 А 25-го мая, в пятницу на неделе Троицы, сэр Джон Балмер, сэр Стивен Хамертон, рыцари, были повешены и казнены; Николас Темпест, оруженосец; Доктор Кокерелл, священник; Аббат Фаунтина; и доктор Пикеринг, монах, были перенесены из лондонского Тауэра в Тайберн, и там повешены, выпотрошены и четвертованы, и их головы установлены на Лондонском мосту и различных воротах в Лондоне.

 И в тот же день Маргарет Чейни, «другая жена Балмера» (other wife to Bulmer), была уведена вслед за ними из лондонского Тауэра в Смитфилд и там сожжена, согласно приговору, да простит Господь её душу, поскольку это была пятница Троицыной недели; она была очень светлым существом и красивым.

## Исход

### Неудачи
Линкольнширское восстание и «Паломничество благодати» исторически считались провалившимися по следующим причинам:
- Англия не примирилась с Римско-католической церковью, за исключением периода краткого правления Марии I (1553—1558).
- Закрытие монастырей не прекращалось, и к 1540 г. крупнейшие монастыри были упразднены.
- Огромные участки земли были отняты у церкви и поделены между короной и её сторонниками.
- Шаги к официальному протестантизму, достигнутые Кромвелем, продолжались, за исключением периода правления Марии I.

### Успехи
Частичные успехи восстаний менее известны:
- Правительство отложило сбор октябрьской субсидии, что вызывало серьёзное недовольство организаций Линкольншира.
- Статут об Использовании (Statute of Uses) был частично отменён новым законом, Статутом воль (Statute of Wills).
- Четыре из 7 таинств, исключённых из Десяти статей (Ten Articles), были восстановлены в Епископской книге 1537 г., что ознаменовало конец смещения официальной доктрины в сторону протестантизма. За Епископской книгой последовали Шесть статей 1539 г..
- Атака на ересь была обещана королевской прокламацией 1538 г.

## Предводители
Историки отмечают лидеров среди знати и дворянства в Линкольнширском восстании и «Благодатном паломничестве», они склоняются к утверждению, что эти Восстания получили легитимность лишь благодаря участию северной знати и джентльменов вроде лорда Дарси, лорда Хасси и Роберта Аска. Однако ряд историков (М. Э. Джеймс, К. С. Л. Дэвис и Энди Вуд) считает, что вопрос лидерства был более сложен.
Джеймс и Дэвис рассматривают Восстания 1536 г. как результат общих обид. Низшие классы разозлились из-за закрытия местных монастырей Актом о подавлении. Северное дворянство почувствовало, что его права отнимаются у него актами 1535—1536 гг., что вынудило его утратить доверие к королевскому правительству. Джеймс проанализировал, как низшие классы и дворянство использовали друг друга в качестве узаконивающей силы в чрезвычайно упорядоченном обществе.
Дворяне прикрывались силой низших классов с заявлениями о принуждении, поскольку считались безупречными в своих действиях, ведь они не обладали политическим выбором. Это предоставило дворянам арену для выражения их недовольства, в то же время они играли жертв народного насилия. Низшие классы использовали дворянство для придания их недовольству чувства повиновения, поскольку «лидеры» восстания принадлежали к более высокому социальному классу.
Дэвис считает руководство Восстаниями 1536 г. скорее сплоченностью. Общие обиды на злых советников и религию объединили высшие и низшие классы в борьбе. Как только дворянам пришлось противостоять силам короля и тотальной войне, они решили сдаться, тем самым положив конец сплочению.
Историк Энди Вуд, один из социальных историков конца XX в., находящих гораздо большую агентность среди низших классов, утверждает, что общины (commons) были эффективной силой, стоявшей за Восстаниями. Он утверждает, что эта сила исходила от классовой группы, в значительной степени выпавшей из истории: мелких джентльменов и зажиточных фермеров. Он считает, что эти группы были лидерами Восстания, поскольку у них было больше политической активности и рассудительности.

## Список казней

### После восстания в Линкольншире
- Ричард Харрисон, аббат Киркстедского аббатства
- Томас Кендал, священник и викарий Лаута
- Мэтью Макрел, премонстратский аббат аббатства Барлингс, титулярный епископ Халкидона;
- Томас Мойн (Мойн), джентльмен
- Уильям Морленд (он же Бороуби), священник аббатства Лаут-Парк
- Джеймс Маллет, священник и капеллан покойной королевы Екатерины

### После «паломничества»
Младший настоятель монастыря августинцев Картмель и несколько каноников были повешены вместе с 10 поддержавшими их крестьянами Монахи августинского монастыря Хексхэм, причастные к «Благодатному паломничеству», были казнены.
- 1537: Джордж аб Альба Роуз, августинец;
- Джордж Эшби (Эслби), монах;[28]
- Ральф Барнс, монах;
- Лоуренс Блонэм, монах;
- Джеймс Кокерелл, приор монастыря Гисборо ;
- Уильям Коу, монах;
- Уильям Каупер, монах;
- Джон Истгейт, монах;
- Ричард Истгейт, монах аббатства Уолли; повешен 12 марта 1537 г.
- Джон Фрэнсис, монах;
- Уильям Гилхэм, монах;
- Уильям Хейдок, монах аббатства Уолли; повешен 13 марта 1537 г.
- Николас Хит, приор Лентона;
- Джон Хенмарш, священник;
- Роберт Гоббс, аббат Воберна;
- Генри Дженкинсон, монах;
- Ричард Лейнтон, монах;
- Роберт Лич, мирянин;
- Хью Лондейл, монах;
- Джон Паслью, аббат аббатства Уолли; повешен в Уолли
- 25 мая 1537 г.: Джон Пикеринг, священник;[29]
- Томас Редфорт, священник;
- 26 мая 1537 года: Адам Седбар, аббат Джерволкса ;
- Уильям Суэйл, монах;
- Джон Тенант, монах;
- Ричард Уэйд, монах

### Казнены после восстания Бигода (1537 г.)
- Роберт Аск, мирянин[30];
- Роберт Констебл, мирянин;
- Лорд Дарси де Дарси [31];
- сэр Томас Перси ;
- Джон Пикеринг (монах);
- Уильям Траффорд, аббат Соули; повешен в Ланкастере 10 марта 1537 г.
- Уильям Тирск, цистерцианец, бывший настоятель аббатства Фонтанов[29]